# Rhectosemia vausignalis
Rhectosemia vausignalis is een vlinder uit de familie van de grasmotten (Crambidae), uit de onderfamilie van de Spilomelinae. De wetenschappelijke naam van deze soort werd in 1918 gepubliceerd door George Francis Hampson.
De soort komt voor in Peru.